# Ромашина Світлана Олексіївна
Світлана Олексіївна Ромашина  (рос. Светлана Алексеевна Ромашина, 21 вересня 1989) — російська спортсменка, спеціалістка з синхронного плавання, олімпійська чемпіонка.

## Виступи на Олімпіадах
| Олімпіада           | Дисципліна | Місце |
| ------------------- | ---------- | ----- |
| Пекін 2008          | командні   | 1     |
| Лондон 2012         | командні   | 1     |
| Лондон 2012         | дует       | 1     |
| Ріо-де-Жанейро 2016 | дуети      | 1     |
| Ріо-де-Жанейро 2016 | групи      | 1     |
| Токіо 2020          | дуети      | 1     |
| Токіо 2020          | групи      | 1     |